# Djurås
Djurås è una località della Svezia capoluogo del Comune di Gagnef, conta 1.253 abitanti e si trova nella contea di Dalarna.